# Atractus favae
Espèce
Synonymes
- Calamaria favae Filippi, 1840
- Rabdosoma longicaudatum 
Duméril, Bibron & Duméril, 1854

Atractus favae  est une espèce de serpents de la famille des Dipsadidae.

## Répartition
Cette espèce se rencontre au Suriname et au Guyana. 

## Publication originale
- Filippi, 1840 : Catalogo Raggionato e Descrittivo della Raccolta de' Serpenti de Museo dell I.R. Universita de Pavia. Milano, Bernardoni, p. 1-65.